# Озерянка (Звягельський район)
Озеря́нка (до 1960 року — Погоріле) — село в Україні, у Баранівській міській громаді Звягельського району Житомирської області. Населення становить 166 осіб.

## Історія
У 1906 році — село Баранівської волості Новоград-Волинського повіту  Волинської губернії. Відстань від повітового міста 45 верст, від волості 10. Дворів 34, мешканців 620.
У 1923—не пізніше 1946 роках — адміністративний центр Погорілівської сільської ради Баранівського району
27 липня 2016 року село увійшло до складу новоствореної Баранівської міської територіальної громади Баранівського району Житомирської області. Від 19 липня 2020 року, разом з громадою, в складі новоствореного Новоград-Волинського (згодом — Звягельський) району Житомирської області.